# Vencedores do Prêmio Brasil Olímpico de 2023
O Prêmio Brasil Olímpico de 2023 foi realizado em 15 de dezembro de 2023. Os vencedores de atleta do ano, rebatizado Troféu Rei Pelé, de 2023 foram o arqueiro Marcus Vinicius D'Almeida e  a ginasta Rebeca Andrade, com os outros indicados sendo o mesatenista Hugo Calderano e o surfista Filipe Toledo no masculino, e a tenista Beatriz Haddad Maia e a dupla de vôlei de praia Duda e Ana Patrícia no feminino.

## Vencedores por modalidade
A lista dos melhores de 2023 incluiu atletas de 55 modalidades: